# بريستول تورير
بريستول تورير (بالإنجليزية: Bristol Tourer)‏ هي طائرة ذات سطحين أنتجت في بريطانيا. من صناعة شركة طائرات بريستول. كان أول طيران لها في 1919.